# لبنى تهتموني
لبنى حميد توفيق تهتموني هي عالمة أردنية في مجال علم الأحياء النمائي ولها أبحاث في السرطان. ترأس قسم الأحياء والتكنولوجيا الحيوية في الجامعة الهاشمية الواقعة في مدينة الزرقاء، الأردن. حازت العديد من الجوائز لأعمالها في مجال سرطان الثدي وقد ناضلت من أجل حصول الشابات في العالم العربي على حق حرية اختيار وظائف في المجالات العلمية. عام 2016، اختيرت ضمن قائمة بي بي سي لأقوى 100 امرأة.

## النشأة والتعليم
نشأت لبنى التهتموني في مدينة إربد شمال الأردن، لها 5 إخوة. درست في الجامعة الأردنية وحصلت منها على درجة البكالوريوس عام 1997، ودرجة الماجستير عام 2000. في دراسة الماجستير، تخصصت في الأحياء المتعلقة بالتكاثر والتنمية.
دراسة الدكتوراة كانت في جامعة ولاية كولورادو في الولايات المتحدة وتخرجت منها عام 2005، حيث عملت أبحاثها على هجرة الخلايا الجنينية وخلايا الانبثاث بإشراف جيمس بامبورغ. كانت عائلتها داعمة لمسيرتها العلمية ولقرارها الذي اتخذته بالاستقرار في الولايات المتحدة.

## المهنة
عادت لبنى تهتموني إلى الأردن بعد حصولها على درجة الدكتوراة للمساعدة في دعم الشابات لتطوير دراساتهن في مجالات العلوم. وكجزء من التزامها للمؤسسات التي دعمت انتقالها إلى الولايات المتحدة. عام 2008، عُيّنت مديرة قسم في الجامعة الهاشمية، التي وفّرت التمويل لها. كما عقدت عدة ورشات عمل لتعليم كيفية كتابة المقترحات العلمية لأعضاء هيئة التدريس الجدد لزيادة فرصهم في الحصول على تمويل لأبحاثهم بما في ذلك التمويل من مصادر أجنبية. وقد قضت الفصول الصيفية في الخارج في أستراليا والولايات المتحدة للبقاء على اطّلاعٍ بأحدث أساليب البحث الحالية.
عام 2011، عيّنت رئيسة قسم الأحياء والتكنولوجيا الحيوية في الجامعة الهاشمية.

## جوائزها
عام 2011، فازت بجائزة مؤسسة لوريال-اليونسكو للمرأة العربية في مجال العلوم الحياتية، وجائزة منظمة العالم الثالث للمرأة في العلوم في مجال دعم العالمات العربيات في مجال العلوم،  لأعمالها في أبحاث السرطان، حيث أن 35% من حالات الوفاة في الأردن تكون ناجمة عن السرطان. حتى 2016، شملت اهتماماتها البحثية actin-binding protein. في أجنة الفراخ، وسرطان الثدي، وتشوهات كروماتين الحيوانات المنوية في الإنسان، وتأثيرات الإجهاد التأكسدي على استقلاب الخلايا.
حازت الدكتورة لبنى عام 2013 على جائزة الخريج الدولي المتميز Distinguished International Alumni Award من جامعة ولاية كولورادو الأمريكية، نظراً لجدّها ونشاطها في إنشاء مرافق بحثية أفضل في جامعتها، ونشرها الأبحاث العلمية القيمة التي تفيد مجتمعها والمجتمعات العالمية، واطلاعها المستمر على الأساليب البحثية الحديثة. وخبراتها الواسعة في استخدام مجاهر التصوير الحديثة متعددة الاستخدامات، وإشرافها على مجموعة من طالبات الماجستير في العلوم الحياتية في الجامعة الهاشمية.

## وصلات خارجية
- A video feature on Lubna Tahtamouni from BBC's 100 Women
- صفحة الدكتورة لبنى التهتموني على جوجل سكولر